# Running Man (dança)
Running Man é uma dança que se originou na década de 1980 e ganhou notabilidade ao ser realizada por MC Hammer durante shows ao vivo e videoclipes, mas ganhou reconhecimento maior no início da década de 2000. The Running Man foi criada por Paula Abdul enquanto ela era coreógrafa de Janet Jackson na década de 1980.
Britney Spears realizou a dança durante a The M+M's Tour.
Em entrevista, atriz Scarlett Johansson declarou à revista Seventeen ser grande apreciadora dessa dança.